# Hapalochlaena maculosa
Il polpo dagli anelli blu australe (Hapalochlaena maculosa Hoyle, 1883), noto anche come polpo dagli anelli blu meridionale, è un mollusco cefalopode della famiglia Octopodidae, diffuso nelle coste dell'Australia meridionale.
Come gli altri membri del suo genere, noti in inglese come "blue-ringed octopus" (polpi dagli anelli blu), è una specie famosa per il suo veleno, una neurotossina mortale, considerata fatale anche per un uomo adulto e in salute.

## Descrizione
H. maculosa è uno dei polpi più piccoli; i polpi dagli anelli blu sono noti per le loro piccole dimensioni, ma H. maculosa è valutata come la specie più grande del genere. Da adulto, può crescere fino a 20 centimetri di lunghezza (dalla parte superiore del mantello alla punta delle braccia) con un peso medio di 26 grammi.
Quando è tranquillo, la sua colorazione è spesso grigiastra, molto mimetica con il substrato sabbioso. Tuttavia, una volta che si sente minacciato, grazie ai cromatofori lascia brillare improvvisamente gli omonimi anelli blu (un caso evidente di aposematismo). Questi polpi hanno una media di circa 60 anelli che hanno molti pigmenti, i quali consentono loro di lampeggiare di un colore blu vivo. Questi anelli compaiono tipicamente circa 6 settimane dopo la schiusa. Affinché gli anelli si illuminino e risplendano, i muscoli intorno agli anelli devono contrarsi mentre i muscoli sopra di essi devono rilassarsi.

## Distribuzione e habitat
H. maculosa si trova lungo le coste meridionali dell'Australia.
Abita nelle pozze di marea, nei crepacci e fessure nelle scogliere rocciose che caratterizzano questa sezione della costa australiana. Gode inoltre della vicinanza alle abbondanti foreste di Posidonia.

## Biologia

### Comportamento
Nonostante il loro veleno altamente tossico, i polpi dagli anelli blu tendono ad essere passivi e relativamente innocui a meno che non vengano provocati. Generalmente usano le loro tossine solo quando cacciano o quando vengono seriamente provocati. Questi animali sono attivi principalmente di notte; possono anche far uscire l'acqua dal sifone per muoversi in modo più efficiente. Questa specie è abile anche a scavare e a nascondersi sotto la sabbia.

### Alimentazione
Le prede di H. maculosa sono costituite principalmente da piccole aragoste, granchi, gamberi e altri crostacei, oltre a piccoli pesci occasionali. Dopo aver trattenuto la piccola preda con le ventose nelle braccia, utilizza il suo veleno iniettandolo attraverso il becco; questo paralizza totalmente la sua preda, spesso uccidendola sul colpo. Un'altra tattica che usa per cacciare è rilasciare il suo veleno sotto forma di nebbia in un luogo in cui si trova comunemente la sua preda, la quale nuota nel veleno e rimane paralizzata, consentendo un attacco.

## Veleno
Ciò che rende famoso questo polpo è il suo veleno. Le ghiandole salivari di H. maculosa producono una neurotossina mortale, la maculotossina. La neurotossina, TTX, è secreta nella ghiandola salivare posteriore, che si trova nel sistema sanguigno intestinale del polpo. Questo può far fluire la tossina nel suo flusso sanguigno. La tossina è stata trovata anche nelle uova di questa specie. Il metodo di avvelenamento non è ancora completamente compreso, ma si presume che H. maculosa inietti la tossina nell'acqua che circonda la preda attraverso la saliva mista alla tossina, o morda direttamente la preda o il predatore con la bocca a becco. Il veleno di H. maculosa è fatale per l'uomo. Vari riferimenti nella cultura popolare descrivono H. maculosa come un malvagio diavolo di mare in agguato per attaccare gli umani con le sue tossine mortali. In realtà, il veleno viene utilizzato principalmente nella caccia o per la difesa; infatti non sono stati segnalati casi di aggressione non provocata nei confronti dell'uomo. Non esiste antiveleno.

## Conservazione
Al momento non sono noti sforzi di conservazione per H. maculosa. Detto questo, è probabile che svolga un ruolo importante nel loro ecosistema, forse controllando le popolazioni di crostacei; ci si aspetterebbe quindi che qualsiasi sforzo per conservare questa specie vada a beneficio di altre specie nello stesso habitat. Si suggerisce inoltre che, poiché la capacità di dispersione di H. maculosa è limitata, la connettività tra le diverse popolazioni della specie è particolarmente vulnerabile alla frammentazione dell'habitat o dalle barriere geografiche.